# الیزابت آلدورف
الیزابت آلدورف محترم (۱۶۹۳/۱۶۹۵ -  ۱۷۷۳/۱۷۷۵)، متولد شده با نام الیزابت سنت لژه محترم، که در زمان خود با نام بانوی فراماسون شناخته می‌شد، اولین زن در تاریخ می‌باشد که به عضویت عادی فراماسونری درآمده است.
آلدورف دختر آرتور سنت لژه، اولین ویکنت دونوریل و اولین بارون کیلمایدن از دونوریل، شهرستان کورک ایرلند بود و در سال ۱۷۱۳ با ارباب ریچارد آلدروف ازدواج کرد. احتمالاً وی بین سال‌های ۱۷۱۲-۱۷۱۰ و قبل از ازدواج به عضویت فراماسونری در آمده است. از زندگی وی به جز عضویت در انجمن و مرگش شش سال پس از عضویتش هیچ اطلاعات دیگری در دست نیست.